# كيركيلو
كيركيلو، (بالإنجليزية: Circello)‏، (كامبانيا:Ciorceglio)، هي (بلدية) في مقاطعة بينيفينتو في المنطقة الإيطالية كامبانيا ، وتقع على بعد حوالي 70 كم (43 ميل) شمال شرق نابولي وحوالي 25 كم شمال بينيفينتو وحوالي 700 متر (2300 قدم) فوق البحر مستوى.

## السكان
في سنة 1861 بلغ عدد السكان 3٬020 نسمة، وتطور العدد ليصل في سنة 2011 لـ 2٬476 نسمة.
يظهر هذا المخطط البياني تطور النمو السكاني لـ كيركيلو